# 381048 Werber
381048 Werber è un asteroide della fascia principale. Scoperto nel 2006, presenta un'orbita caratterizzata da un semiasse maggiore pari a 2,2841830 au e da un'eccentricità di 0,1526218, inclinata di 0,38375° rispetto all'eclittica.